# Flanders Diamond Tour
Le Flanders Diamond Tour est une course cycliste sur route féminine se déroulant en Belgique. Elle a lieu depuis 2014, où elle est classée par l'UCI en 1.2. En 2015, elle accède à la catégorie 1.1. Le parcours comprend plusieurs tours sur un parcours plat avec des sections pavées à travers la commune de Nijlen, dans la province d'Anvers. La course est annulée en 2025. 

## Palmarès
| Année | Vainqueur           | Deuxième              | Troisième             |                  |
| ----- | ------------------- | --------------------- | --------------------- | ---------------- |
| 2014  | Jolien D'Hoore      | Beatrice Bartelloni   | Kelly Druyts          |                  |
| 2015  | Jolien D'Hoore      | Kelly Druyts          | Lisa Brennauer        |                  |
| 2016  | Jolien D'Hoore      | Christine Majerus     | Monique van de Ree    |                  |
| 2017  | Nina Kessler        | Monique van de Ree    | Chiara Consonni       |                  |
| 2018  | Janine van der Meer | Kathrin Schweinberger | Chiara Consonni       |                  |
| 2019  | Lorena Wiebes       | Elisa Balsamo         | Lotte Kopecky         |                  |
| 2020  | annulé/abandonné    | annulé/abandonné      | annulé/abandonné      | annulé/abandonné |
| 2021  | Lorena Wiebes       | Chiara Consonni       | Amber van der Hulst   |                  |
| 2022  | Chiara Consonni     | Marthe Truyen         | Georgia Danford       |                  |
| 2023  | Julie De Wilde      | Kathrin Schweinberger | Katrijn De Clercq     |                  |
| 2024  | Chiara Consonni     | Anniina Ahtosalo      | Kathrin Schweinberger |                  |
| 2025  | annulé/abandonné    | annulé/abandonné      | annulé/abandonné      | annulé/abandonné |